# Carl Overweg

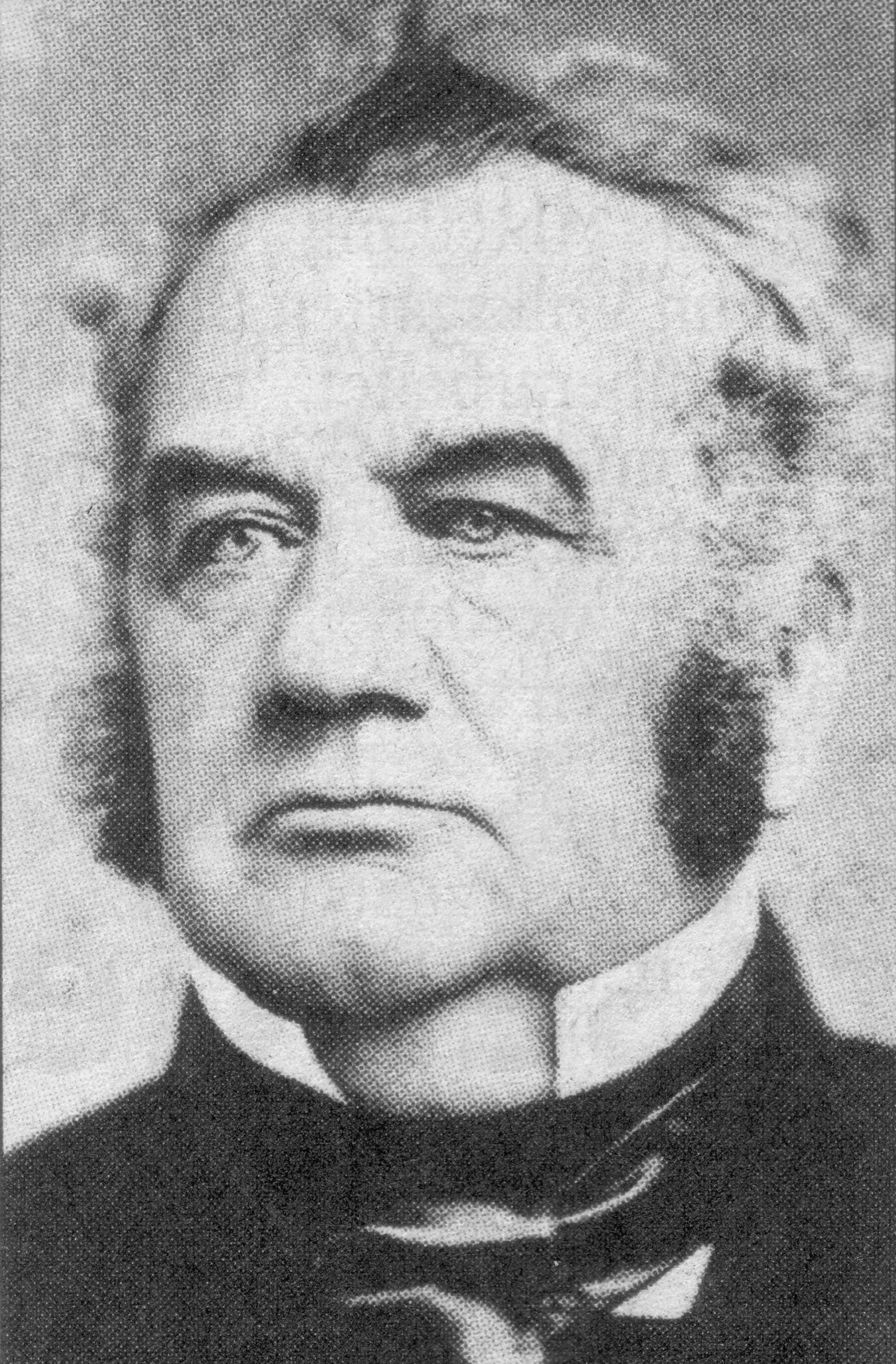
Carl Overweg

Carl Overweg (* 28. November 1805 in Unna; † 27. Mai 1876 in Letmathe, Provinz Westfalen) war ein deutscher Politiker und Industrieller.

## Leben
Nach einem Studium der Rechtswissenschaften in Bonn, wo er Mitglied des Corps Guestphalia wurde, trat Overweg 1826 in den preußischen Staatsdienst ein. Seit 1830 arbeitete er als Justizkommissar (d. h. Rechtsanwalt) in Iserlohn und Hohenlimburg. 1842 wurde er Gutsbesitzer, 1852 erwarb er das Haus Letmathe. Er war Mitglied der Generalkommission für die Markenteilung.
Er engagierte sich im Bergbau und gründete die Letmather Zinkhütte. Durch Aufsichtsrats- und Verwaltungsratsmandate bei der Hibernia AG, der Berliner Handels-Gesellschaft, der Deutsche Bank AG und dem A. Schaaffhausen’schen Bankverein stieg er zu einem einflussreichen Industriellen auf. Auf Grund seiner unternehmerischen Leistungen wurde er auch Preisrichter auf den Weltausstellungen in Paris und London.
Neben diesen überregionalen Aktivitäten spielte er auch eine wichtige Rolle für die Förderung der Industrie im märkischen Sauerland, etwa als Präsident der Handelskammer zu Iserlohn. Durch seinen politischen Einfluss sorgte er für den Bau der „Iserlohner Bahn“ (1864), bei deren Ausbau 1868 die Dechenhöhle entdeckt wurde.

### Politik
Overweg war vom 10. November 1848 bis zum 20. Mai 1849 fraktionsloses Mitglied der Frankfurter Nationalversammlung für Iserlohn, 1850 war er Abgeordneter im Erfurter Unionsparlament und bis 1852 Mitglied der Ersten Kammer des preußischen Landtags. Von 1858 bis 1873 gehörte er dem preußischen Abgeordnetenhaus an, von 1871 bis 1874 war er Mitglied des Reichstages für den Wahlkreis Regierungsbezirk Arnsberg 3 (Iserlohn-Altena). Im Reichstag war er Mitglied in der nationalliberalen Fraktion. Er gehörte stets gemäßigt linken bzw. liberalen Fraktionen an.
Carl Overweg wurde 1833 in die Freimaurerloge Zur deutschen Redlichkeit in Iserlohn aufgenommen.

### Familie

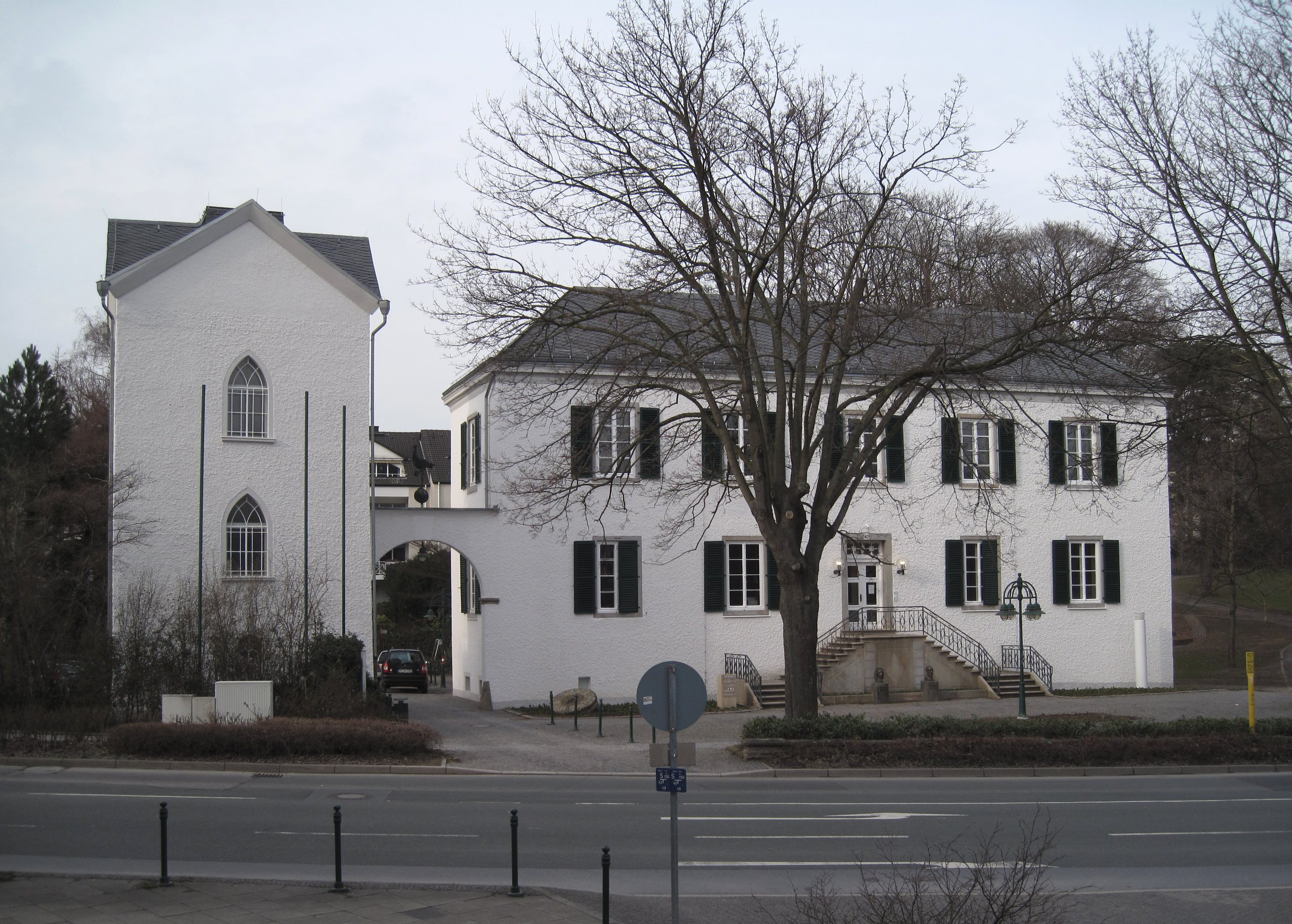
Haus Letmathe

Sein Sohn August Overweg wurde ebenfalls Politiker. Sein Enkel Friedrich Overweg (geboren in Letmathe) veräußerte 1918 das gesamte Besitztum von Haus Letmathe an den Fürsten Adolf zu Bentheim, Tecklenburg und Rheda.